# 車谷啟介
车谷启介（日语：／ Kurumatani Keisuke，1月19日—），是日本男性鼓手。Being旗下艺人。前三枝夕夏 IN db成员，现Sensation成员。

## 經歷
- 1998年和岩井勇一郎等人一起組成『New Cinema 蜥蜴』，擔任鼓手。
- 2002年加入三枝夕夏为核心的『三枝夕夏 IN db』乐队，担任鼓手[1]。因同时在电视节目中担任主持人，因此在三枝夕夏IN db的演唱会活动中也担任与粉丝交流的角色。
- 曾參與ZARD、愛內里菜等艺人的現場演出活動。也为Being旗下的其他艺人提供支持，例如为竹井詩織里、GARNET CROW等的歌曲录制鼓的部分。
- 2012年，与大賀好修、大楠雄藏、麻井宽史组成Sensation乐队。